# Chrono de Touraine-Tauxigny
Le Chrono de Touraine-Tauxigny est une course cycliste contre-la-montre disputée sur 18 kilomètres près de Tauxigny, en Indre-et-Loire. Créé en 2004, il fait partie du calendrier national de la Fédération française de cyclisme à partir de 2006. L'épreuve est également ouverte aux femmes.

## Palmarès

### Hommes
| Année                       | Vainqueur         | Deuxième                 | Troisième         |
| --------------------------- | ----------------- | ------------------------ | ----------------- |
| Chrono de Tauxigny          |                   |                          |                   |
| 2004                        | Aurélien Ménard   | Boris Chauveau           | Cédric Le Gall    |
| 2005                        | Tony Gallopin     | Damien Tristant          | Pierre Quilleré   |
| 2006                        | Stéphane Rossetto | David Veilleux           | Dimitri Champion  |
| 2007                        | Paul Poux         | Sébastien Thomas         | Romain Lemarchand |
| 2008                        | Samuel Plouhinec  | Michał Ladosz            | Paul Poux         |
| 2009                        | Franck Vermeulen  | Samuel Plouhinec         | Frédéric Finot    |
| 2010                        | Franck Vermeulen  | Frédéric Finot           | Kilian Patour     |
| 2011                        | Franck Vermeulen  | Adrian Kurek             | Aurélien Moulin   |
| 2012                        | Samuel Plouhinec  | Pierre Lebreton          | Aurélien Moulin   |
| 2013                        | Aurélien Moulin   | Pierre Lebreton          | Fabien Le Coguic  |
| 2014                        | Samuel Plouhinec  | Pierre Lebreton          | Aurélien Moulin   |
| 2015                        | Rémi Cavagna      | Sébastien Fournet-Fayard | Jean-Marie Gouret |
| Chrono de Touraine-Tauxigny |                   |                          |                   |
| 2016                        | Samuel Plouhinec  | Thomas Denis             | Alexys Brunel     |
| 2017,                       | Samuel Plouhinec  | Thomas Denis             | Aurélien Moulin   |
| 2018                        | Baptiste Bleier   | Antoine Devanne          | Donavan Grondin   |

### Femmes
| Année                       | Vainqueur             | Deuxième          | Troisième         |
| --------------------------- | --------------------- | ----------------- | ----------------- |
| Chrono de Tauxigny          |                       |                   |                   |
| 2004                        | Chrystèle Noëllec     | Bénédicte Guillot | Louise Prodhomme  |
| 2005                        | Emmanuelle Merlot     | Stéphanie Viel    | Annie Thomas      |
| 2006                        | Karine Gautard        | Julie Dheruelle   | Emmanuelle Merlot |
| 2007                        | Karine Gautard        | Emmanuelle Merlot | Julie Dheruelle   |
| 2008                        | Emmanuelle Merlot     | Annie Thomas      | Ornella Croni     |
| 2009                        | Magalie Finot-Laivier | Annie Thomas      | Chrystèle Noëllec |
| 2010                        | Emmanuelle Merlot     | Stéphanie Viel    | Annie Thomas      |
| 2011                        | Emmanuelle Merlot     | Angélique Surault | Aurore Verhoeven  |
| 2012                        | Aurore Verhoeven      | Sandra Leaud      | Carole Vallée     |
| 2013                        | Emmanuelle Merlot     | Aurore Verhoeven  | Stéphanie Viel    |
| 2014                        | Aurore Verhoeven      | Solène Vinsot     | Angélique Surault |
| 2015                        | Anaïs Valiavanos      | Tyfen Dupas       | Marine Maugé      |
| Chrono de Touraine-Tauxigny |                       |                   |                   |
| 2016                        | Thérésa Hoebanckx     | Marion Borras     | Clara Copponi     |
| 2017                        | Thérésa Hoebanckx     | Marion Borras     | Marie Le Net      |
| 2018                        | Audrey Cordon-Ragot   | Marie Le Net      | Jade Wiel         |